# Arro (Huesca)
Pour les articles homonymes, voir Arro.
Arro est une ancienne municipalité de la comarca de Sobrarbe, province de Huesca, communauté autonome d'Aragon, en Espagne. Depuis 1981, elle dépend de L'Aínsa-Sobrarbe.

## Géographie
Distante de 10 km de L'Aínsa, Arro est située sur un éperon rocheux, à 610 m d'altitude, sur la rive gauche du Río de Lanata (es), affluent du rio Cinca et du lac de Mediano, au niveau de Gerbe (es). Elle est bordée par la N-260, de L'Aínsa à Campo.

## Description
Le bourg est composé de deux rues (calle la Asunción et calle A) et d'une place.

## Population
En 1980, Arro comptait 50 habitants, 43 en 1991 et 36 en 1999, puis 38 en 2010, dont 20 hommes et 18 femmes ; en 2013, ils ne sont plus que 32.

## Lieux et monuments
- L'église de Santa María de L'Asumpción, du XVIe siècle.
- L'ermitage de Notre-Dame-des-Douleurs[1] (los Dolores), du XVIIe siècle.
- Les maisons Lanao et La Abadía.
- La vue panoramique.

## Festivités
Saint Hippolyte est y fêté le 13 août.